# Opslagplaats voor radioactief afval Morsleben

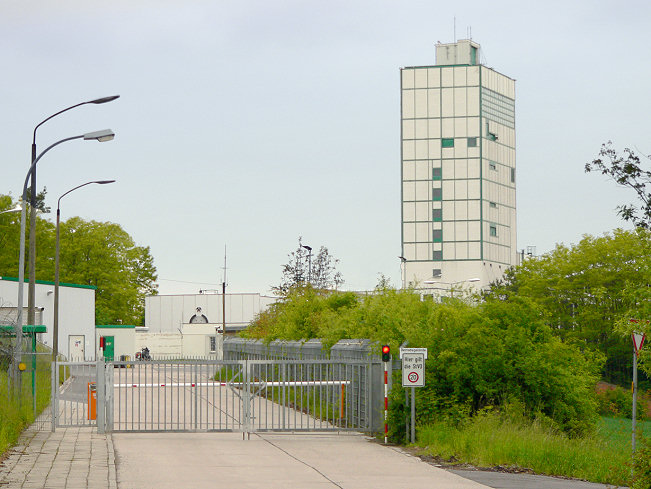
Schacht in Morsleben

De opslagplaats voor radioactief afval Morsleben (Duits: Endlager für radioaktive Abfälle Morsleben-ERAM) is een diepe geologische eindopslagplaats voor radioactief afval in de rots zoutmijn Bartensleben in Morsleben, district Börde in de deelstaat Saksen-Anhalt.

## Geschiedenis
Na sluiting van de zoutmijnbouwactiviteiten werd Bartensleben door de toenmalige regering van de DDR aangewezen als opslagplaats voor radioactief afval. Tegenwoordig wordt de schacht geëxploiteerd door de "Deutsche Gesellschaft zum Bau und Betrieb von Endlagern für Abfallstoffe mbH (DBE)" onder toezicht van het Bundesamt für Strahlenschutz.

### Potas
De zoutmijnbouw industrie in deze regio is eeuwenoud en begon met het winnen van potas in schacht Marie in 1897. Schacht Bartensleben werd gestart tussen 1910 en 1912 met een huidige diepte van 525 m. De mijn in de schacht Bartensleben is verbonden met schacht Marie op 326, 426, 466 en 506 m. De hoofdstructuur van de mijn is tussen 320 en 630 m diepte.

### Wapenproductie en dwangarbeid
Tijdens het Derde Rijk, van februari 1944 tot april 1945, werkten dwangarbeiders en concentratiekampgevangenen (vanaf augustus 1944: 2500 Duitse, Russische, Poolse en Franse vrouwelijke concentratiekampgevangenen in het concentratiekamp Ravensbrück en het concentratiekamp Beendorf, een subkamp van concentratiekamp Neuengamme) in de zoutkoepel Morsleben.
Zij werden gedwongen om in de ondergrondse tunnels op meer dan 400 meter diepte te werken aan de productie van componenten voor de straalvliegtuigen Me 262 en de raketten V1 en V2. Voor de geheimhouding van de ondergrondse schachten "Marie" op Beendorf en "Bartensleben" in Morsleben werd de naam "Bulldog" en "Marter" gebruikt.

## Selectie van de locatie
In 1965 startte de Staatliche Zentrale für Strahlenschutz (SZS) van de DDR (het latere Staatliche Amt für Atomsicherheit und Strahlenschutz (SAAS)) met het zoeken naar een centrale opslaglocatie voor alle soorten radioactief afval.
Tijdens het selectieproces werden tien locaties overwogen. Drie van hen behaalden de definitieve selectie, waaronder de schachten "Bartensleben" (Morsleben) en "Marie" (Beendorf). In 1965 werd de beslissing genomen om Morsleben te selecteren als de locatie voor het "Zentrale Endlager Grube Bartensleben" (ZEGB). De belangrijke criteria voor de keuze waren het zout als opslagmedium, de omvang en toegankelijkheid van de ruimtes en de directe beschikbaarheid van de mijn. De locatievergunningen werden afgegeven in 1972-73.

## Inventaris
De eerste gedeeltelijke vergunning voor de opslag van 500 kubieke meter radioactief afval van de drukke centrale opslagplaats in Lohmen nabij Dresden was in 1971/72. Deze transporten vonden al uit economische overwegingen plaats voordat de zoutmijn ingericht was als definitieve opslagplaats (stationeringsfase vergunning van 1974). In de jaren die volgden werden kleinere hoeveelheden radioactieve materialen opgeslagen totdat de inbedrijfstelling werd goedgekeurd in 1978/79. Op 20 juni 1981 werd de tijdelijke goedkeuring voor continu gebruik gepubliceerd, gevolgd door de definitieve licentie op 22 april 1986.
Een verzoek om een sluitingslicentie, op grond waarvan het bewijs van de veiligheid op lange termijn had moeten worden verstrekt, werd niet langer toegestaan. In de late jaren 80 werd de voorbereidingen gestart voor een aanvullende procedure voor de opslag van hoog radioactief afval. In de nasleep van de Duitse hereniging werd deze procedure stopgezet.
In de eerste opslagperiode van 1971 tot februari 1991, werd ongeveer 14.432 kubieke meter gemiddeld en laag radioactief afval en 6227 verzegelde objecten met een totale activiteit van ongeveer 0,29 × 1015 Bq opgeslagen.
Het afval kwam voornamelijk uit de kerncentrale Greifswald, de kerncentrale Rheinsberg en van de onderzoeksreactor van Forschungszentrum Rossendorf. De rest van de stralings- en radioactieve afvalbronnen waren producten van de radionucliden gebruikt in onderzoek, geneeskunde en industrie en bestond voor ongeveer 40% uit vast afval, met name gemengde en vaste verdamperconcentraten, en bijna 60% van het afval bestond uit vloeibare verdamperconcentraten.
In het kader van de Duitse hereniging werd de verantwoordelijkheid voor de opslagplaats overgedragen aan het Bundesamt für Strahlenschutz (BfS).
In de periode 1994 tot 1998 was ongeveer 22.320 m³ radioactief afval met een totale activiteit van 0,08 TBq alfa-straling en 91 TBq in bèta- en gammastraling opgeslagen in Morsleben. 88% van het afval was afkomstig van het gehele grondgebied van de Bondsrepubliek en de nucleaire elektriciteitscentrales in Rheinsberg en Lubmin. 3% van het afval was afkomstig van de nationale depots, en nog eens 9% uit onderzoeksinstellingen en andere instanties. Wederom was het voornamelijk gemengd afval, verdamperconcentraten, harsen, afval onder hoge druk en ingekapselde radioactieve bronnen. 138 miljoen euro aan opslagkosten werd bijgedragen door de atoomindustrie in de periode 1994 tot 1998.
Alles bij elkaar, tot de beëindiging van de opslag in 1998 (met inbegrip van de periode vóór de hereniging) werd minstens 36.753 m³ laag- en middelactief radioactief afval opgeslagen in Morsleben. Met een extra 6621 (andere bronnen spreken van 6892) ingekapselde bronnen (vaten). De totale stralingsactiviteit is gespecificeerd op ongeveer 0,38 PBq.

## Vertraagde sluiting
Het verzoek op 13 oktober 1992 van het ministerie van Milieu van Saksen-Anhalt om een planningsproces te starten op grond van § 9 b AtG voor de verdere bedrijfsuitoefening van de locatie vanaf 30 juni 2000 werd op 9 mei 1997 omgezet tot een plan tot ontmanteling van het depot Morsleben. Het Bundesamt für Strahlenschutz liet de betrokken instanties op 17 april 2001 weten dat zij onherroepelijk de goedkeuring introk voor regelgeving dat het gebruik van de locatie en de acceptatie van andere radioactieve afvalstoffen en de opslag ervan in het depot Morsleben toestaat. De planning voor de sluiting zou worden versneld. Of het lukt om de mijn te stabiliseren en de veiligheid op de lange termijn te handhaven is nog onduidelijk.
Sinds het einde van de opslag van nucleair afval in Morsleben in 1998 is de stabiliteit van de zoutkoepel verslechterd tot een staat waarin het kan instorten. Sinds 2003 is er 480 000 m³ zoutbeton in de bovenste gangen gestort voor stabilisering, voor de sluiting in 2011 zou daar nog 4 000 000 m³ zoutbeton bij komen.
De kosten voor de overheid voor de tijdelijk stabiliserende maatregelen zoals het storten van het zoutbeton en de sluiting van de mijn worden geraamd op 2,2 miljard euro. De werkzaamheden worden uitgevoerd door het Deutsche Gesellschaft zum Bau und Betrieb von Endlagern für Abfallstoffe (DBE). dat voor 75 % eigendom is van het Gesellschaft für Nuklear-Service (GNS) met de eigenaren E.ON (48 %), RWE (28 %), EnBW (18,5 %) en Vattenfall (5,5 %).